# Chevauchée de Lancastre (1346)
Pour les articles homonymes, voir Chevauchée de Lancastre.
Guerre de Cent Ans
Batailles
La chevauchée de Lancastre de 1346 est un raid dirigé par Henri de Grosmont, comte de Lancastre et de Derby, dans le sud-ouest de la France à l'automne 1346, dans le cadre de la guerre de Cent Ans.
L'« énorme » armée française qui sous les ordres du futur roi Jean II le Bon assiège depuis cinq mois Aiguillon, dans le duché de Gascogne, se voit intimer l'ordre de faire route vers le nord pour affronter les forces principales d'Édouard III qui ont débarqué en Normandie le 12 juillet — une manœuvre qui se conclura à la bataille de Crécy.
Les défenses françaises dans le sud-ouest s'en retrouvent affaiblies et désorganisées. Lancastre, qui se contente jusqu'alors d'y harceler l'armée du prince, en profite pour lancer des offensives dans le Quercy et le Bazadais. Il prend lui-même la tête d'un raid à cheval (une « chevauchée ») du 12 septembre au 31 octobre 1346.
Les trois initiatives sont couronnées de succès. La chevauchée de Lancastre — environ 2 000 Anglo-gascons — pénètre d'environ 260 kilomètres sur le territoire français, ne rencontrant que de faibles résistances. Elle ravage la riche cité de Poitiers, pille et incendie de vastes territoires de Saintonge, d'Aunis et du Poitou et prend plusieurs places-fortes et châteaux. L'action déplace les affrontements franco-anglais du cœur de la Gascogne à plus de 80 kilomètres de sa frontière.

## Contexte
Depuis la conquête normande de 1066, les monarques anglais détiennent des titres et des terres en France qui en font des vassaux des rois de France. En 1337, ces possessions se sont progressivement amenuisées, et n'en subsistent que la Gascogne dans le sud-ouest et Ponthieu dans le nord. Les Gascons à l'esprit indépendant préfèrent une relation avec un roi anglais distant à celle avec un roi français qui s'immiscerait dans leurs affaires,. À la suite d’une série de désaccords entre Philippe VI de France (roi de 1328 à 1350) et Édouard III d’Angleterre (roi de 1327 à 1377), le Grand Conseil de Philippe décide le 24 mai 1337 que la Gascogne doit revenir à la couronne de France, au motif qu’Édouard aurait manqué à ses obligations de vassal. C'est le début de la guerre de Cent Ans.

La France en 1328
Territoire sous contrôle royal français en 1214.
Territoire pris aux Anglais avant 1328.
Territoire contrôlé par les Anglais en 1328.

Avant le début de la guerre, plus de 1 000 navires commercent chaque année entre la Gascogne et l'Angleterre. Ils transportent entre autres annuellement plus de 1 100 000 hectolitres de vin du sud-ouest,. Les droits prélevés par la Couronne anglaise sur ces vins représentent plus que le cumul de tous les autres droits de douane ; ils constituent de loin la principale source de revenu de l’État. Bordeaux, avec ses plus de 50 000 habitants, est plus peuplée et possiblement plus riche que Londres.
Cependant la Gascogne est grignotée par les Français, si bien qu'elle doit désormais importer sa nourriture, principalement d'Angleterre. Aussi le trafic maritime est-il particulièrement sensible : toute interruption menace à la fois la Gascogne de disette et l'Angleterre de difficultés financières, et les Français l'ont bien compris.
La frontière entre les territoires anglais et français en Gascogne est extrêmement floue. De nombreux propriétaires terriens possèdent une mosaïque de domaines très séparés, et doivent ainsi allégeance à des suzerains différents. Il est probable que chaque petit domaine a sa tour fortifiée ou son donjon, les plus grands ayant des châteaux. Des fortifications sont construites aux points stratégiques pour les transports : elles facilitent la collecte des péages et contrôlent les passages militaires. Des villes fortifiées ont grandi autour de tous les ponts et de la plupart des gués sur les nombreuses rivières de la région.
Les forces militaires peuvent subvenir à leurs besoins en cherchant de la nourriture en se déplaçant fréquemment. Les garnisons des châteaux, comme leurs assiégeants, ont besoin d'un accès au transport par voie d'eau pour l'approvisionnement en nourriture et en fourrage, voire l'acheminement de munitions, matériels et d'équipement de siège. Les opérations militaires consistent généralement en une lutte pour la possession de châteaux et autres points fortifiés, et pour s'assurer de la loyauté — plutôt mobile — de la noblesse locale. En 1339, les Français assiègent ainsi Bordeaux, pénétrant même avec une grande force dans la ville avant d'être repoussés.
Les Gascons, durement pressés par les Français, mobilisent leurs propres ressources aux côtés des Anglais,. Ils disposent en moyenne de 3 000 à 6 000 hommes, majoritairement fantassins. Les deux tiers d'entre eux sont affectés à des garnisons.

### La campagne de 1345

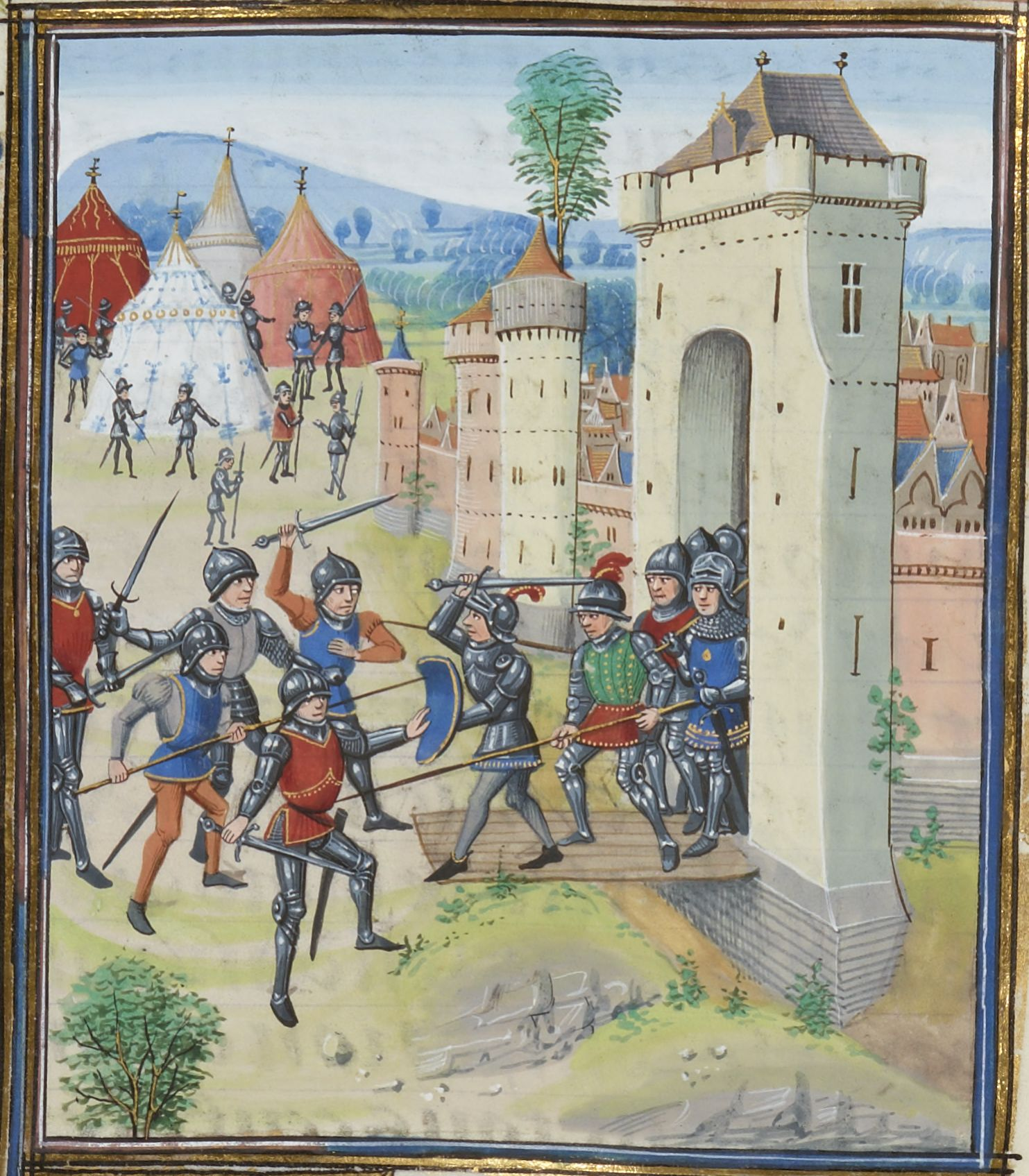
L'assaut d'une ville médiévale (miniature du XVe siècle).

En 1345, après huit ans de guerre, le territoire sous contrôle anglais se compose principalement d'une bande côtière allant de Bordeaux à Bayonne, avec des forteresses isolées plus à l'intérieur des terres. En 1345, Édouard III a envoyé Henri de Grosmont, comte de Lancastre en Gascogne, tandis qu'il a rassemblé son armée principale pour une action dans le nord de la France ou en Flandre. Mais une tempête a dispersé la flotte royale et l'a empêché de débarquer. L'épisode a maintenu l'attention du camp français sur le nord du pays. Pendant ce temps, Lancastre a mené une campagne éclair à la tête d'une armée anglo-gasconne. Il a mis en déroute deux grandes armées françaises lors des batailles de Bergerac et d'Auberoche, pris plusieurs villes et places-fortes dans une grande partie du Périgord et de l'Agenais, consolidant la profondeur des possessions anglaises en Gascogne. Au cours de l'hiver qui suit cette campagne fructueuse, le commandant en second de Lancastre, Ralph, comte de Stafford, a marché sur la ville d'Aiguillon, d'une importance commerciale et militaire stratégique en ce qu'elle commande la jonction des rivières Garonne et Lot. Ses habitants ont attaqué la garnison française et ouvert les portes aux Anglais.

### L'offensive française
Jean, duc de Normandie, fils et héritier de Philippe VI (c'est le futur Jean II le Bon), est placé à la tête de toutes les forces françaises dans le sud-ouest de la France, comme il l'avait été à l'automne précédent. En mars 1346, son armée forte de 15 000 à 20 000 hommes, bien plus que ce que les Anglo-Gascons pourraient déployer sur le continent, marche sur Aiguillon et l’assiège à partir du 1er avril. Le 2, la France proclame un arrière-ban, la mobilisation de tous les hommes valides dans le sud du pays. Les efforts financiers, logistiques et humains français sont concentrés sur cette offensive.
Édouard III rassemble une grande armée en Angleterre. Les Français en sont conscients, mais anticipent un débarquement destiné à secourir Aiguillon, dans un port de Gascogne, voire chez ses alliés de Bretagne. Philippe IV estime en outre que sa marine est suffisant puissante pour dissuader les Anglais de débarquer dans la Manche. Ce calcul se révèle erroné : Édouard prend pied dans la péninsule du Cotentin le 12 juillet, avec une armée de 12 000 à 15 000 hommes. profitant de la surprise, il se lance vers le sud, ravageant certaines des terres les plus riches de France et brûlant toutes les villes qu’il traverse.
Philippe VI rappelle immédiatement son armée principale, que Jean commande en Gascogne. Furieux et estimant son honneur en jeu, celui-ci refuse d'abandonner le siège dans une violente dispute avec ses conseillers et, selon certains récits, le messager de son père. Le 29 juillet 1346, Philippe VI appelle l'arrière-ban pour le nord de la France à Rouen. Le 7 août, les Anglais atteignent la Seine. Philippe VI ordonne à nouveau à son fils de lever le siège d'Aiguillon et de faire route vers le nord. Le 12 août, l'armée d'Édouard III a obliqué vers le sud-est et campe à 32 kilomètres de Paris. Le 14, Jean tente d'organiser une trêve en Gascogne, mais Lancastre, bien conscient de la situation dans le nord et dans les camps français autour d’Aiguillon, refuse l'offre. Le 20 août, après plus de cinq mois, les Français abandonnent les murailles d'Aiguillon et partent en hâte et en désordre. L'armée française sera lourdement défaite à la bataille de Crécy six jours plus tard, avant que Jean ne fasse jonction.

## La contre-offensive anglo-gasconne

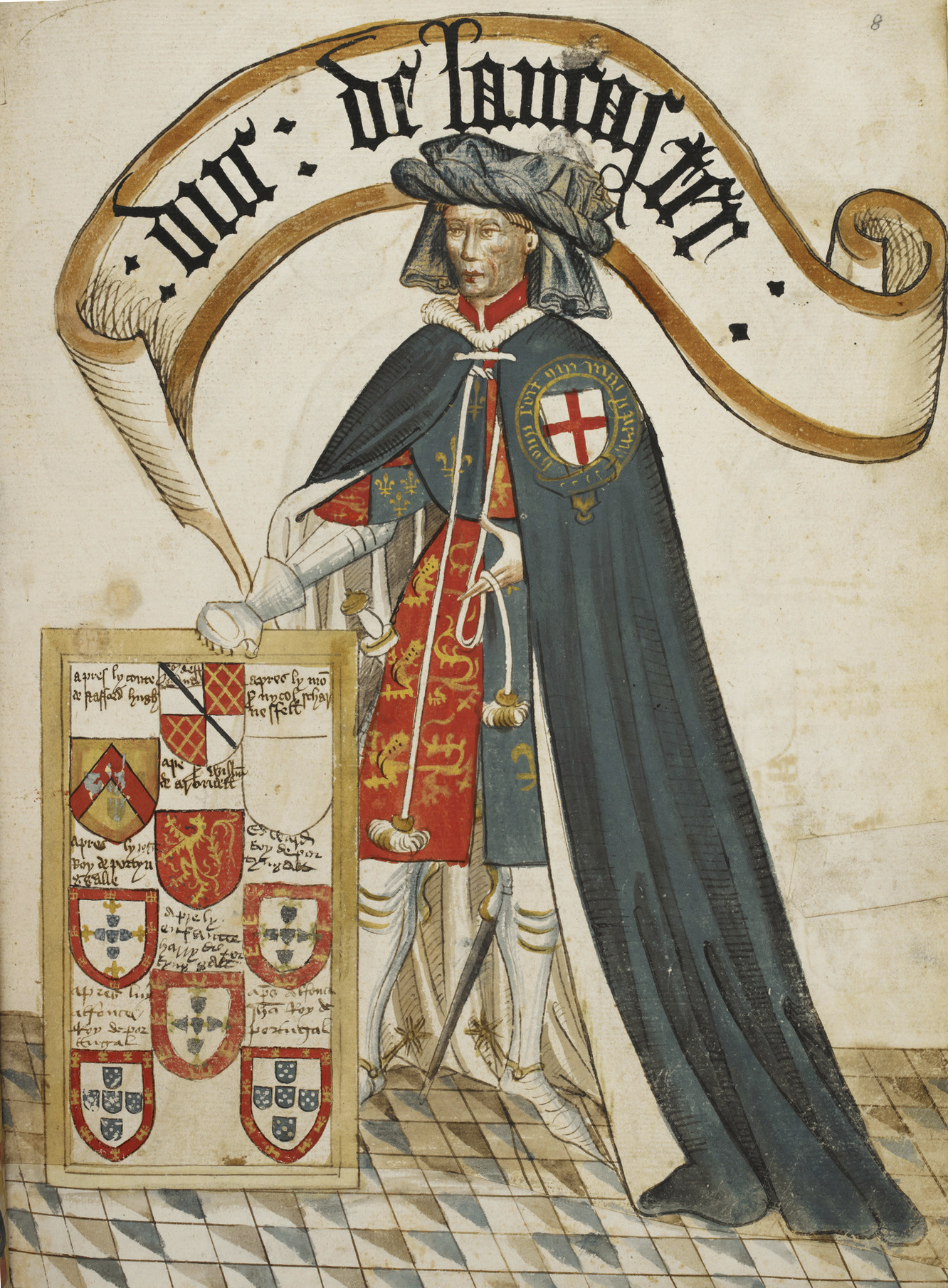
Henry de Grosmont, comte de Lancastre, comte de Derby

Le retrait de l'armée du duc Jean entraîne l'effondrement des positions françaises dans le sud du Périgord et dans la majeure partie de l'Agenais, confrontées aux troupes du comte de Lancastre jusqu'alors cantonné dans La Réole. Les Français ne conservent que leurs forteresses dans la vallée de la Garonne, Port-Sainte-Marie, Agen et Marmande en aval d'Aiguillon. À la fin août, les Anglais étendent leur contrôle à toute la vallée du Lot en aval de Villeneuve et à la plupart des avant-postes français entre le Lot et la Dordogne. La plupart des villes sont tombées sans combat devant Lancastre.
Jean, le comte d'Armagnac est nommé lieutenant royal français dans la région après le retrait du duc Jean. Il peine à résister efficacement faute de troupes et de fonds. À plusieurs reprises ses ordres sont cassés par Philippe VI si bien qu'il propose sa démission dans les trois mois qui suivent sa prise de fonction.
Lancastre prend l'initiative. Début septembre, il lance trois offensives distinctes :
- des sympathisants anglais de l'Agenais commandés par Gailhard Ier de Durfort engagent le blocus d'Agen et de Porte-Sainte-Marie et envahissent le Quercy à l'ouest ;
- un grand détachement de Gascons, commandé par Alexandre de Caumont, est chargé de reprendre le territoire sous contrôle français situé au sud et à l'ouest de la Garonne, dans une vaste opération de nettoyage ;
- Lancastre enfin prend la route du nord le 12 septembre, à la tête de 1 000 hommes d'armes et d'autant de cavaliers, pour la plupart gascons[27].

Gailhard de Durfort et 400 cavaliers pénètrent de plus de 80 kilomètres dans le Quercy. Il prend la petite ville de Tulle. Ce raid provoque la panique dans toute la province d'Auvergne, et l'armée de Jean d'Armagnac doit se détourner vers Tulle, que les Français assiègent de mi novembre à fin décembre 1346 : ses occupants gascons finissent alors par se rendre, sont tous capturés et rançonnés. Toute l'armée de campagne française du sud-ouest se retrouve mobilisée par la petite troupe de Durfort. L'historien moderne Jonathan Sumption évoque une « dislocation de l'administration royale dans le centre et le sud de la France pendant trois mois ». Les occupants gascons de Tulle finissent par se rendre ; tous sont capturés et rançonnés.
Pendant ce temps, les troupes de Caumont sillonnent le Bazadais et prennent de nombreuses villes et places-fortes française sans pertes significatives. La plupart d'entre elles se rendent d'ailleurs sans combattre, après quelques négociations. Bazas elle-même ouvre ses portes après avoir négocié l'accès de ses produits à des conditions favorables sur le territoire contrôlé par les Anglais.
La présence française dans la région est pratiquement éteinte.

### La chevauchée de Lancastre

Itinéraire de la chevauchée de Lancastre en 1346.

Lancastre de son côté cible la riche capitale provinciale de Poitiers, située au cœur du territoire français, 260 kilomètres au nord. À marche forcée, il atteint la Charente en 8 jours (130 kilomètres), pour arriver à Châteauneuf-sur-Charente, qu'il prend. Il oblique au nord-ouest pour secourir des prisonniers anglais à Saint-Jean-d'Angély à 65 kilomètres de là. Son maire Guillaume de Riom se rend, et Lancastre reste huit jours dans la ville. Y laissant une garnison, Lancastre reprend vers Poitiers à raison de 32 kilomètres par jour, et prend les cités Saint-Maixent, qu'il met à sac, de Melle et de Lusignan. Niort en revanche lui résiste, sous les ordres de Guichard d'Angle (qui combat jusqu'en 1356 dans le camp français). Les Gascons atteignent Poitiers dans la soirée du 3 octobre.
Poitiers occupe une position naturelle forte, mais ses défenses ont été peu entretenues depuis des siècles. La ville n'a pas de garnison royale et les habitants de la ville et les notables locaux ont perdu l'habitude de maintenir une garde. Les responsabilités défensives sont réparties entre la ville et trois différentes églises, ce qui empêche toute action efficace. Les Anglais lancent un assaut immédiat, mais sont repoussés par une force improvisée organisée par des nobles locaux. Au cours de la nuit, les Anglais trouvent une brèche dans le mur, créée délibérément des années auparavant pour permettre un accès facile depuis la ville à un moulin à eau situé à proximité. Le matin du 4 octobre, ils pénètrent en force dans l'est de Poitiers, tuant tous ceux qu'ils rencontrent. Comme d'habitude, seul est épargné qui paraît assez riches pour payer une rançon. L'essentiel de la population fuit la ville, mais on estime à 600 le nombre de victimes. La cité est saccagée pendant huit jours.
Lancastre s'empare au passage de l'atelier monétaire royal de Montreuil-Bonnin, huit kilomètres au nord, qu'il pille et dont ses troupes mettent à mort tous les défenseurs,. Il revient à Poitiers, puis regagne rapidement Saint-Jean-d'Angély. Il ne tente pas de conserver Poitiers, et ne laisse dans le Poitou que quelques troupes à Lusignan, qui dispose de bonnes murailles et d'un château moderne et bien protégé. De retour en Saintonge, il prend le contrôle de la vallée de la Boutonne jusqu'à la mer, y compris du principal port de Rochefort et de l'île fortifiée d'Oléron. Lancastre marche alors vers le sud, glanant encore plusieurs petites villes et forteresses. Les Français conservent le contrôle de la partie orientale de la Saintonge et les places-fortes les plus importantes comme la capitale de la province, Saintes, son meilleur château, Taillebourg, ainsi que de plusieurs forteresses d'importance stratégique sur la rive est de l'estuaire de la Gironde.
Lancastre arrive à Bordeaux le 31 octobre, sept semaines après le départ de sa chevauchée. Il regagne l'Angleterre au début de 1347, le 14 janvier.

## Conséquences
Lancastre a laissé des garnisons dans les villes et châteaux capturés dans toute la Saintonge et l'Aunis, avec une garnison particulièrement importante à Saint-Jean-d'Angély. Les Anglo-Gascons pourvoient à leurs besoins par des raids sur des territoires détenus et contrôlés par des Français. On n'attend pas tant d'eux qu'ils contrôlent le territoire, mais qu'ils y créent le chaos et l'insécurité. Des provinces entières, où les Français faisaient régner l'ordre quelques mois auparavant, sont désormais la proie de pillards, de déserteurs, de mercenaires et sont sillonnées par des troupes des deux camps. La population quitte les villages pour gagner les abris relatifs que représentent les villes ; les citadins qui le peuvent fuient la région. Une grande partie des terres agricoles tombe en friche. Le commerce français diminue et les recettes fiscales de la région chutent sévèrement. Lancastre a déplacé le centre des combats du cœur de la Gascogne à plus de 80 kilomètres au-delà de ses frontières.
Après la victoire de Crécy, l'armée anglaise du nord a assiégé Calais. Lancastre la rejoint à l'été 1347 et est présent quand la ville tombe après un siège de onze mois, assurant ainsi une base dans le nord de la France que les Anglais tiendront deux cent ans,.
Au sud-ouest, la guerre a épargné la Gascogne. En 1355, le fils aîné d’Edouard III, le Prince Noir, dirige une grande chevauchée au nord de Bordeaux qui ravage la France. Lors d'une nouvelle chevauchée dévastatrice en 1356, il est intercepté par l'armée française de Jean, désormais roi de France, qui l'oblige au combat les Anglais en infériorité numérique à quelques kilomètres de Poitiers. Les Français sont vaincus de manière décisive et leur roi est capturé,.